# فیلم‌سازی
فیلم‌سازی شامل فیلم‌نامه‌نویسی، انتخاب هنرپیشگان، فیلم‌برداری، تدوین، انتخاب عوامل پشت صحنه و اکران محصول نهایی به مخاطبان است. فیلم‌سازی به طور معمول نیازمند همکاری افراد زیادی است و از تکنولوژی‌ها و تکنیک‌های سینمایی متنوعی استفاده می‌کند که ممکن است از چند ماه تا چند سال به طول انجامد. فیلم‌سازی در گسترهٔ وسیعی از مسائل اقتصادی، اجتماعی و سیاسی مناطق مختلف جهان نقش دارد.